# Heinrich Beythien

Heinrich Beythien

Heinrich Friedrich Wilhelm Beythien (* 13. Februar 1873 in Quakenbrück; † 17. März 1952 in Berlin-Wilmersdorf) war ein deutscher Politiker (DVP).

## Leben und Beruf
Beythien war der Sohn eines Buchbindermeisters. Nach dem Besuch der Volksschule sowie dem Realgymnasium in seiner Heimatstadt absolvierte er ab 1888 eine kaufmännische Lehre und leistete im Anschluss Wehrdienst beim Hannoverschen Train-Bataillon Nr. 10. Danach übernahm er die Geschäftsführung des Hannoverschen Haus- und Grundbesitzervereins, die er bis 1923 innehatte. Daneben betätigte er sich seit 1898 im Rabattsparvereinswesen und zählte zu den Gründern des Verbandes der Handelsschutz- und Rabattsparvereine Deutschlands, Vertretung für Handel und Gewerbe mit Sitz in Hannover, dessen Geschäfte er seitdem leitete. Beythien übernahm 1917 zusätzlich das Amt des Präsidenten des Reichsbundes der Verbände des Deutschen Lebensmittelhandels. Darüber hinaus war er Geschäftsführer des Vereins der Kornbrennereibesitzer und der Preßhefefabrikanten Deutschlands in Berlin sowie Vorstandsmitglied der Deutschen Mittelstandsvereinigung und des Internationalen Verbandes zum Studium der Verhältnisse des Mittelstandes in Brüssel. Als solcher hielt er Vorträge auf internationalen Mittelstandstagungen in Wien, Paris und München.
Heinrich Beythien war mit Luise Faber verheiratet, mit der er drei Töchter und drei Söhne hatte. Sein Bruder Adolf Beythien war Chemiker und Direktor des Chemischen Untersuchungsamtes der Stadt Dresden. Seine Grabstätte befindet sich auf dem Wilmersdorfer Waldfriedhof Stahnsdorf.

## Politik
Beythien schloss sich nach der Novemberrevolution der DVP an und wurde in den Zentralvorstand der Partei gewählt. Ferner war er Mitglied der Interparlamentarischen Union.
Er war bis September 1919 Stadtverordneter (Mitglied des Bürgervorsteherkollegiums) und danach bis 1923 Senator der Stadt Hannover. Bei der Reichstagswahl im Juni 1920 wurde er erstmals in den Deutschen Reichstag gewählt, dem er bis 1930 als Vertreter des Wahlkreises 15 (Osthannover) angehörte. Vom 21. Mai bis Juli 1932 war er als Nachrücker für den verstorbenen Abgeordneten Wilhelm Kahl erneut Mitglied des Reichstages.
Zum 1. Mai 1933 trat er in die NSDAP ein (Mitgliedsnummer 2.636.932), aus der er 1936 ausgeschlossen wurde.